# Жабляк (крепост)
Вижте пояснителната страница за други значения на Жабляк.
Жабляк или Жабляк Църноевича (на черногорски: Жабљак Црнојевића / Žabljak Crnojevića) е средновековен град-крепост в Зета, разположена на устието на река Морача в Шкодренското езеро.
Получава името си по това на рода Църноевичи, чиято столица е през 15 в. Средновековният град съществува поне от X век от времето на управлението на династията Войславлевичи.
Първото упоменаване на Жабляк е от средата на XV век. По време на управлението на Зета от сръбските деспоти Стефан Лазаревич и Георги Бранкович градът се намира в тяхно владение, а от 1466 до 1478 г. е столица на Църноевичи.
През 1475 г. князът на Зета Иван Църноевич под натиска на османците е принуден да премести престолнината си в Обод, а след това в Цетине. От 1478 г. Жабляк е в ръцете на османците, които го превръщат в свой военен опорен пункт на северния бряг на Шкодренското езеро.
Черногорци нееднократно се опитват да си върнат града. През 1835 г. 10 или 13 местни хайдути пленяват гарнизона от 60 души, удържайки го срещу настъпващия 3-хиляден османски отряд в продължение на три дни.
По решение на Берлинския конгрес в 1878 г. Жабляк преминава към княжество Черна гора.
В града освен резиденцията на Църноевичи се намира и църква, посветена на Георги Победоносец. Днес останките от Жабляк са туристическа атракция.